# Canton de Villandraut
Le canton de Villandraut est une ancienne division administrative française située dans le département de la Gironde et la région Aquitaine.
Depuis le redécoupage cantonal de 2014, l'ancien canton de Villandraut a intégré le nouveau canton du Sud-Gironde.

## Géographie
Ce canton était organisé autour de Villandraut dans l'arrondissement de Langon. Son altitude variait de 17 m (Noaillan) à 130 m (Cazalis) pour une altitude moyenne de 69 m.

## Composition
Le canton de Villandraut regroupait huit communes et comptait 4 797 habitants (population municipale) au 1er janvier 2010.
| Nom         | Code Insee | Intercommunalité  | Superficie (km2) | Population (dernière pop. légale) | Densité (hab./km2) |
| ----------- | ---------- | ----------------- | ---------------- | --------------------------------- | ------------------ |
| Bourideys   | 33068      | CC du Sud Gironde | 48,44            | 77 (2014)                         | 1,6                |
| Cazalis     | 33115      | CC du Sud Gironde | 46,81            | 239 (2014)                        | 5,1                |
| Lucmau      | 33255      | CC du Sud Gironde | 66,73            | 232 (2014)                        | 3,5                |
| Noaillan    | 33307      | CC du Sud Gironde | 31,80            | 1 645 (2014)                      | 52                 |
| Pompéjac    | 33329      | CC du Sud Gironde | 9,74             | 249 (2014)                        | 26                 |
| Préchac     | 33336      | CC du Sud Gironde | 63,87            | 1 036 (2014)                      | 16                 |
| Uzeste      | 33537      | CC du Sud Gironde | 26,05            | 392 (2014)                        | 15                 |
| Villandraut | 33547      | CC du Sud Gironde | 12,58            | 994 (2014)                        | 79                 |

## Démographie
| 1962  | 1968  | 1975  | 1982  | 1990  | 1999  | 2006  | 2011  | 2012  |
| ----- | ----- | ----- | ----- | ----- | ----- | ----- | ----- | ----- |
| 4 429 | 4 034 | 3 748 | 3 666 | 3 652 | 3 964 | 4 468 | 4 829 | 4 830 |

## Histoire
De 1833 à 1848, les cantons de Captieux, Saint-Symphorien et Villandraut avaient le même conseiller général. Le nombre de conseillers généraux était limité à 30 par département.

## Administration

### Conseillers généraux de 1833 à 2015
| Période | Période          | Identité                                  | Étiquette          | Qualité |
| ------- | ---------------- | ----------------------------------------- | ------------------ | --- |
| 1833    | 1839             | Raymond Mongie-Labarthe                   |                    | Propriétaire à Saint-Symphorien                                                                                            |
| 1839    | 1852             | Léopold Lalanne                           |                    | Avocat et notaire à Préchac, juge de paix de Villandraut                                                                   |
| 1852    | 1871             | Jean cadet Dupuy junior                   |                    | Négociant et propriétaire à Villandraut                                                                                    |
| 1871    | 1883 (décès)     | Marquis Joseph Léonide de Sabran-Pontevès | Droite royaliste   | Ancien officier Propriétaire du château de Villandraut                                                                     |
| 1883    | 1888 (démission) | Edouard Fontans                           | Républicain        | Propriétaire à Préchac, conseiller d'arrondissement                                                                        |
| 1888    | 1889             | Léopold Lalanne                           | Droite             | Propriétaire à Préchac, ancien conseiller d'arrondissement                                                                 |
| 1889    | 1896 (décès)     | Anatole Flous                             | Républicain modéré | Médecin, propriétaire à Noaillan, conseiller d'arrondissement                                                              |
| 1896    | 1919             | Maurice Bentéjac                          | Républicain modéré | Propriétaire agriculteur et sylviculteur à Villandraut Avocat, ancien bâtonnier à Bazas Conseiller municipal de Bazas      |
| 1919    | 1940             | Raymond Bentéjac                          | AD                 | Propriétaire à Villandraut Nommé conseiller départemental en 1943                                                          |
|         |                  |                                           |                    | |
| 1945    | 1973             | Jean Bordessoulles                        | SFIO puis PS       | Maire de Lucmau |
| 1973    | 1979             | Georges Belouard                          | PS                 | Directeur d'école Maire de Préchac                                                                                         |
| 1979    | 1985             | Louis Jean Lestage                        | CNI                | Médecin à Villandraut |
| 1985    | 1998             | Gilbert Cardouat                          | PS                 | Sylviculteur Maire de Préchac                                                                                              |
| 1998    | 2004             | Jean Péringuey                            | PS                 | Directeur d'école retraité Maire de Noaillan (1995-2008)                                                                   |
| 2004    | 2015             | Isabelle Dexpert                          | PS                 | Agent bancaire Maire de Pompéjac (2001-2020) Vice-Présidente du Conseil Général Élue en 2015 dans le canton du Sud-Gironde |

### Conseillers d'arrondissement (de 1833 à 1940)
Le canton de Villandraut appartenait à l'arrondissement de Bazas jusqu'à sa disparition en 1926.
| Période                                  | Période      | Identité                         | Étiquette          | Qualité |
| ---------------------------------------- | ------------ | -------------------------------- | ------------------ | --- |
| 1833                                     | 1848         | Jean Bordes fils                 |                    | Maire de Noaillan                                                                                           |
|                                          |              |                                  |                    | |
| 1874                                     | 1880         | Léopold Lalanne                  | Droite             | Propriétaire, maire de Préchac                                                                              |
| 1880                                     | 1883         | Edouard Fontans                  | Républicain        | Propriétaire à Préchac                                                                                      |
| 1883                                     | 1889         | Anatole Flous                    | Républicain modéré | Médecin, propriétaire à Noaillan                                                                            |
| 1889                                     | 1898         | Fernand Couture                  | Républicain        | Propriétaire à Cazalis                                                                                      |
| 1898                                     | 1908 (décès) | Jérôme Bordes (1851-1908)        | Républicain        | Maire de Noaillan                                                                                           |
| 1908                                     | 1914 (décès) | Pierre-Léon Coloubie (1864-1914) | Républicain        | Maire de Préchac                                                                                            |
| 1914                                     | 1919         | siège vacant                     |                    | |
| 1919                                     | 1923 (décès) | Jean-Désir Balauze (1863-1923)   |                    | Vétérinaire, propriétaire à Uzeste et à Bordeaux                                                            |
| 1923                                     | 1930 (décès) | Marc Coloubie (1887-1930)        | Républicain        | Industriel, propriétaire, conseiller municipal de Préchac                                                   |
| 6 juillet 1930                           | 1931         | Jean Albert Furt (1902-1943)     | SFIO               | Commis des bureaux à la mairie de Bordeaux Élu en 1931 conseiller général du canton de Saint-Symphorien     |
| Décembre 1931                            |              | M. Béziade                       | SFIO               | Propriétaire à Uzeste                                                                                       |
| 1940                                     |              |                                  |                    | Les conseils d'arrondissement ont été suspendus par la loi du 12 octobre 1940 et n'ont jamais été réactivés |
| Les données manquantes sont à compléter. |              |                                  |                    | |